# Raoul Vreven
Raoul Albert Paul Vreven (Halle-Booienhoven, 24 november 1900 - Sint-Truiden, 23 april 1979) was een Belgisch notaris, liberaal politicus en minister.

## Biografie
Raoul Vreven werd beroepshalve notaris. Tijdens de Tweede Wereldoorlog was hij actief in het Verzet als lid van het Onafhankelijkheidsfront. In 1943 werd hij gearresteerd, waarna hij gevangenzat in verschillende concentratiekampen. 
Hij werd politiek actief voor de Liberale Partij en daarna de PVV en zetelde voor deze partij van 1946 tot 1949 voor het arrondissement Hasselt in de Kamer van volksvertegenwoordigers. Daarna zetelde hij van 1949 tot 1974 in de Senaat: van 1949 tot 1950 en van 1961 tot 1965 als gecoöpteerd senator en van 1950 tot 1961 en van 1965 tot 1974 als rechtstreeks verkozen senator voor de provincie Limburg. Van 1958 tot 1960 was hij voorzitter van de liberale Senaatsfractie en van 1957 tot 1958 was hij quaestor. Ook was hij van 1936 tot 1946 provincieraadslid van Limburg en actief in de gemeentepolitiek van Sint-Truiden: van 1931 tot 1946 als lid van de Commissie van Openbare Onderstand en van 1952 tot 1976 als gemeenteraadslid.
Op het einde van zijn parlementaire carrière, in de periode december 1971-maart 1974, had Vreven als gevolg van het toen bestaande dubbelmandaat ook zitting in de Cultuurraad voor de Nederlandse Cultuurgemeenschap, die op 7 december 1971 werd geïnstalleerd en de verre voorloper is van het Vlaams Parlement.
Hij was ook van 1960 tot 1961 minister voor de Coördinatie van de Institutionele Hervormingen in de regering-G. Eyskens III.
In 1977 werd Vreven benoemd tot minister van Staat.
Zijn zoon Alfred Vreven volgde hem op in de politiek.